# 지우베르투 올리베이라 소우자 주니오르
지우베르투 올리베이라 소우자 주니오르(포르투갈어: Gilberto Oliveira Souza Júnior, 1989년 6월 5일 ~ )는 브라질의 축구 선수로, 포지션은 스트라이커다. 통상 지우베르투라고 불리는 그는 2022년 현재 UAE 프로리그의 알와슬 FC에서 활약하고 있다.

## 수상

### 구단

#### 산타크루스
- 캄페오나투 페르남부카누 : 2011

#### 인테르나시오나우
- 캄페오나투 가우슈 : 2012, 2013

#### 바스쿠 다 가마
- 캄페오나투 카리오카 : 2015

### 개인
- 캄페오나투 파울리스타 득점왕 : 2017